# Región Ultraperiférica de la Unión Europea

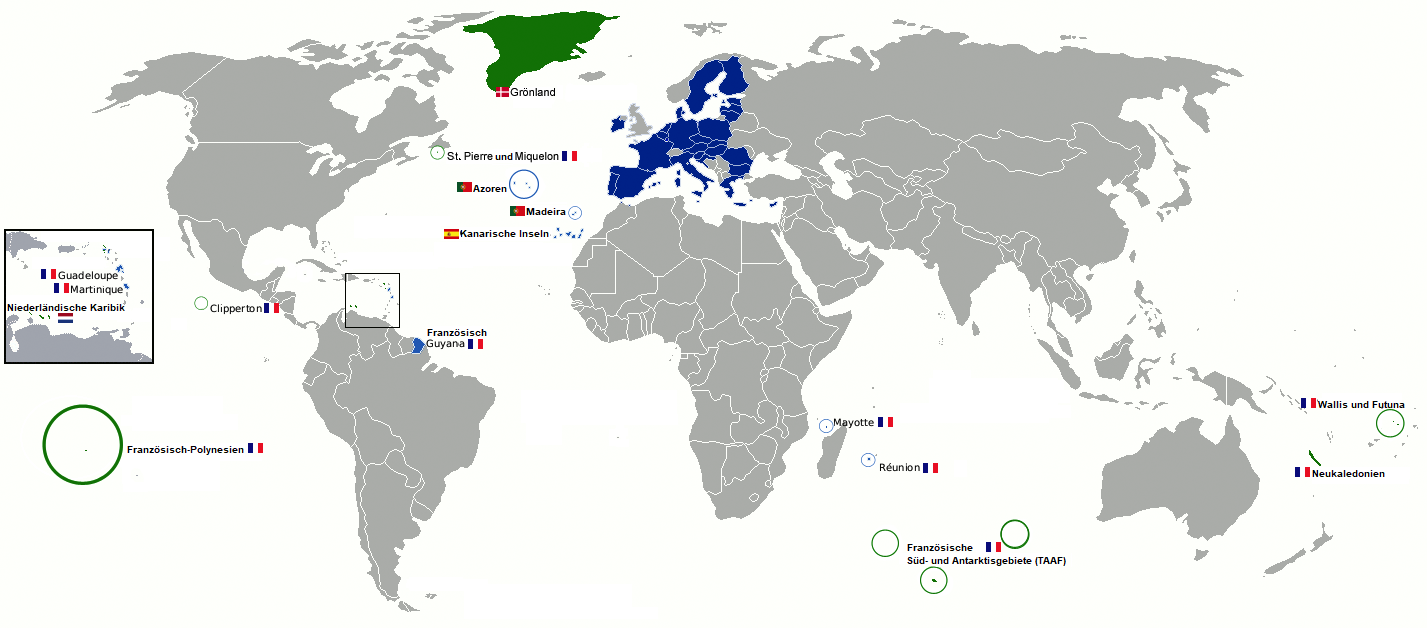
Territorio continental de la Unión Europea
Regiones ultraperiféricas
Países y territorios de ultramarDatos actualizados hasta el Brexit.

Las regiones ultraperiféricas de la Unión Europea (RUP) son los nueve territorios que, aun estando geográficamente muy alejados del continente europeo, forman parte de alguno de los veintisiete Estados de la Unión. Se trata de cinco departamentos franceses de ultramar: Guadalupe, Guayana Francesa, Martinica, Reunión y Mayotte; la colectividad de ultramar francesa de San Martín, la comunidad autónoma española de Canarias y las regiones autónomas portuguesas de Azores y Madeira.
A diferencia de los países y territorios de ultramar, las regiones ultraperiféricas se consideran parte integral del territorio europeo formando parte del espacio Schengen y se aplican las leyes y directrices de la Unión —sobre las que se reconocen tratos diferenciados en distintos sectores según los términos del Tratado de Ámsterdam—.
Estas regiones ultraperiféricas hacen que la Unión tenga un territorio marítimo ampliamente extendido, pero también una economía aún más diversa, produciendo, por ejemplo, ron, azúcar de caña, plátanos y otras frutas y verduras exóticas. Estas regiones también son ricas en oportunidades que pueden ayudar a fomentar las relaciones entre los países vecinos de estas regiones y la Unión, mientras que ofrecen atractivos emplazamientos para ciertas actividades relacionadas con la investigación y la alta tecnología, como el Instituto Astrofísico de Canarias, el Puerto espacial de Kourou de la Agencia Espacial Europea presente en la Guayana Francesa o el Departamento de Pesca y Oceanografía de la Universidad de las Azores.
Sin embargo, su insularidad, su dependencia de monocultivos, su clima generalmente tropical, un suelo a menudo volcánico y montañoso, y la lejanía de la Europa continental son obstáculos para el desarrollo de estas regiones. [cita requerida] También, a pesar de una densidad de población relativamente grande, tienen una importancia demográfica, económica y territorial relativamente pequeña con relación a la Unión Europea como un todo.
Su dificultad en conseguir economías de escala y en generar beneficios a partir de grandes inversiones, asociado con los bajos salarios y a menudo el alto nivel de desempleo (especialmente entre la población más joven), hacen que las regiones ultraperiféricas estén entre las más pobres de la Unión. Los representantes de las regiones ultraperiféricas, están llevando a cabo unas reuniones periódicas de la Conferencia de Presidentes de las regiones ultraperiféricas, con la idea de preparar un programa de cooperación entre las RUP, el RUP PLUS.

## Regiones ultraperiféricas
Las regiones ultraperiféricas están formadas por varias regiones insulares y una región en el noreste del continente sudamericano, a miles de kilómetros de Europa, pero que integran de derecho la Unión Europea y que forman un grupo peculiar y bien definido en el seno de esta. Esta situación compartida ha llevado a las regiones ultraperiféricas a estrechar lazos de unión y afirmar su voluntad de cooperar entre ellas para lograr que la Unión Europea no olvide las características de estas regiones, para conseguir un desarrollo sostenible a largo plazo, y dotarlas de una posición de igualdad respecto del resto del territorio de la Unión.

### En España

#### Canarias

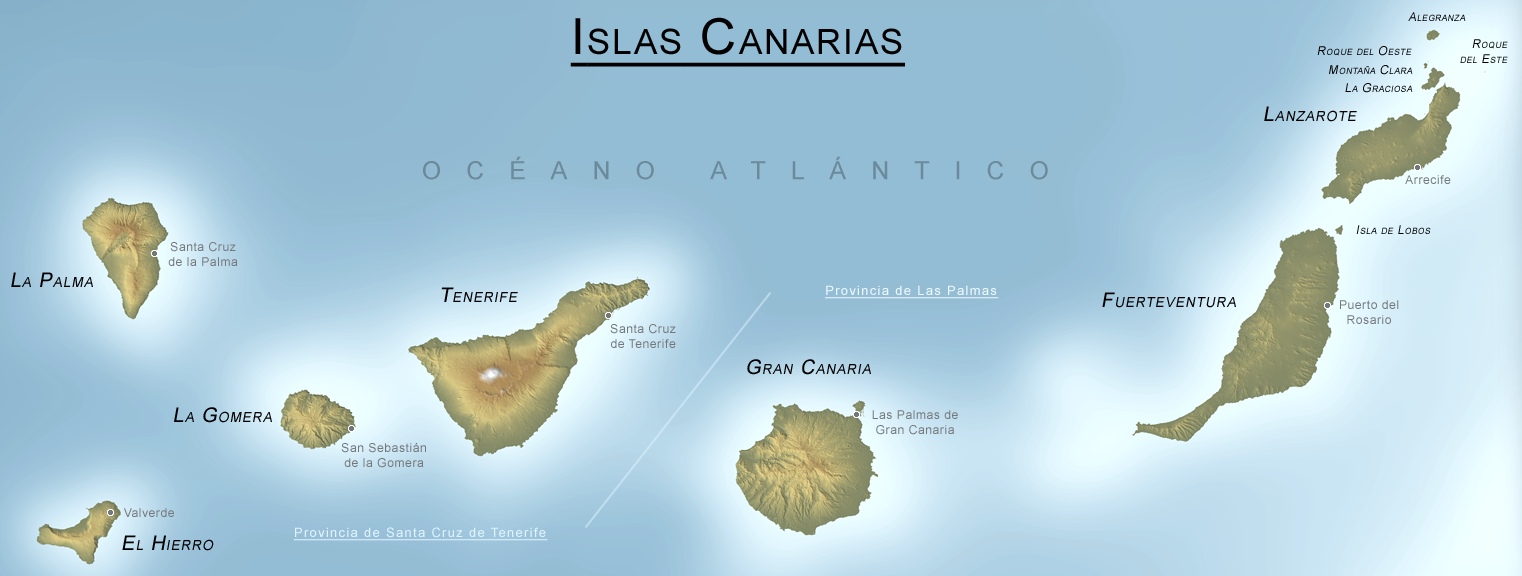
Islas Canarias, España.

Canarias es un archipiélago de origen volcánico situado en el océano Atlántico que conforma una comunidad autónoma española en el noroeste de África, con estatus de nacionalidad histórica. Es, además, una de las regiones ultraperiféricas de la Unión Europea.
Canarias abarca ocho islas, cinco islotes, ocho roques y el mar. Políticamente el archipiélago se compone de siete islas con administración propia y una isla —La Graciosa— que está en trámites de ser gestionada en forma de pedanía. Las siete islas con administración propia son, por un lado, El Hierro, La Gomera, La Palma y Tenerife, que constituyen la provincia de Santa Cruz de Tenerife, y, por otro lado, Fuerteventura, Gran Canaria y Lanzarote que constituyen la provincia de Las Palmas. A estas siete islas se le suman, por un lado, los islotes deshabitados de Montaña Clara, Alegranza, Roque del Este y Roque del Oeste que, junto con la isla de La Graciosa, forman el archipiélago Chinijo y, por otro lado, el islote de Lobos, todos estos pertenecientes a la provincia de Las Palmas. Además, a las ocho islas y cinco islotes se añaden una serie de roques adyacentes: los de Salmor, Fasnia, Bonanza, Garachico y Anaga situados en la provincia de Santa Cruz de Tenerife y los de Gando y el Farallón de Sardina situados en Gran Canaria. Por último, esta comunidad autónoma se completa con las aguas canarias, que son un especial ámbito marítimo de la comunidad autónoma y están integradas dentro del contorno perimetral que surge de la unión de los puntos extremos más salientes de las islas e islotes, siendo la única comunidad autónoma de España que incluye al mar como parte de su superficie.
El archipiélago está situado en el noroeste de África, cerca de las costas del sur de Marruecos y del norte del Sáhara Occidental, entre las coordenadas 27°37′ y 29°25′ de latitud norte y 13°20′ y 18°10′ de longitud oeste. La isla de Fuerteventura dista unos 95 km de la costa del África continental. La distancia a la masa continental europea es de unos 940 km —del islote de Alegranza a la punta de Sagres (Portugal)—. Por su situación geográfica, el archipiélago es la región más austral y occidental del Reino de España. Históricamente, ha sido considerada un puente entre tres continentes; África, América y Europa.
Las islas, de origen volcánico, se asientan sobre la placa africana y forman parte de la región natural de la Macaronesia, de la que son el archipiélago más extenso y poblado. Es también el archipiélago más extenso y poblado de España. Su clima es subtropical, aunque varía localmente según la altitud y la vertiente norte o sur. Esta variabilidad climática da lugar a una gran diversidad biológica que, junto a la riqueza paisajística y geológica, justifica la existencia en Canarias de cuatro parques nacionales y que todas las islas tengan reservas de la biosfera de la Unesco, y otras tengan zonas declaradas Patrimonio de la Humanidad. Estos atractivos naturales, junto con el buen clima y el mar, hacen de las islas un importante destino turístico, habiendo sido visitadas en 2024 por casi 18 millones de personas. De hecho, es la primera potencia turística tanto española como europea en número de pernoctaciones, con más de 100 millones solamente el año pasado.

### En Francia

#### Guayana Francesa
La Guayana Francesa (en francés: Guyane o Guyane française, pronunciado /ɡɥijan fʁɑ̃sɛz/; en criollo guayanés, Lagwiyann), o simplemente como Departamento de Guyana, es una región y departamento de ultramar de Francia, que forma parte de la Unión Europea como región ultraperiférica. En tanto colectividad territorial única, tan solo consta de una asamblea que reagrupa las competencias del Consejo regional y departamental. Es el único territorio en Las Guayanas y en América del Sur continental que ha elegido la integración completa en un país europeo. Por tanto, como departamento y región es parte integral de Francia (de manera similar a la Guayana brasileña respecto a Brasil), a diferencia de Guyana y Surinam que prefirieron separarse del Reino Unido y los Países Bajos, respectivamente.
Se ubica en la costa norte de América del Sur, en la región de Las Guayanas, entre Brasil y Surinam, limitando al norte con el océano Atlántico. Su capital y ciudad más poblada es Cayena. La población de la Guayana Francesa se estima en 301 000 habitantes a principios de 2023, y se ha multiplicado por 11 desde 1950 gracias a una elevada tasa de natalidad y a una fuerte inmigración sudamericana y caribeña.

#### Mayotte
Mayotte (pronunciado en francés AFI: [majɔt]; en mahorés Mahoré) es un archipiélago francés ubicado en la zona norte del Canal de Mozambique, en el océano Índico, tiene el estatuto de departamento y región de ultramar y  región ultraperiférica de la Unión Europea.

#### San Martín
San Martín (en francés, Saint-Martin) es una colectividad de ultramar francesa situada en el Caribe. Ocupa unos 53.2 km² de la zona norte de la isla de San Martín y otros islotes cercanos, el más grande de los cuales es la isla Tintamarre. Limita al sur con la nación constituyente homónima del Reino de los Países Bajos.
Sin embargo, San Bartolomé dejó de ser una región ultraperiférica el 1 de enero de 2012 para acceder al estatuto de país y territorio de ultramar.

#### Azores

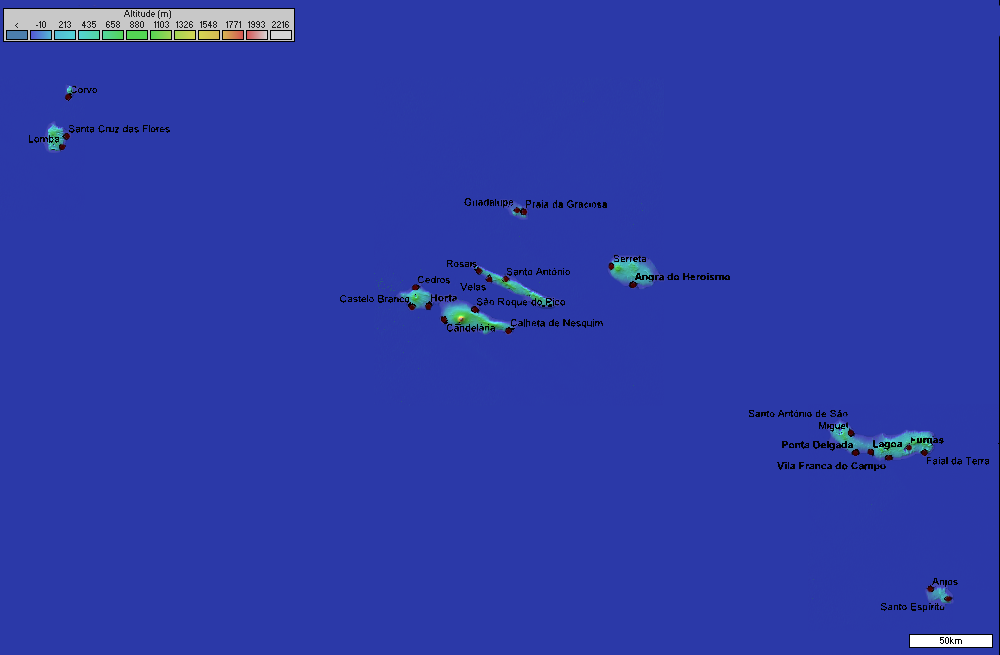
Archipiélago de las Azores, Portugal.

### En Portugal

#### Madeira
Madeira (del portugués madeira, ‘madera’; tradicionalmente en español, aunque en desuso, Madera) es un archipiélago macaronésico de origen volcánico del océano Atlántico que, junto con las islas Salvajes, constituye una región autónoma de Portugal. Es, asimismo, una región ultraperiférica de la Unión Europea (estatus similar al de las Islas Azores o Canarias).
Consta de dos islas habitadas, Madeira y Porto Santo, y tres islas menores no habitadas, llamadas islas Desiertas. El archipiélago dista menos de 500 km de Canarias, 860 km de Lisboa y 770 km de la isla más cercana de las Azores.
La actividad económica principal de la región es el turismo, ya que recibe muchos visitantes de Europa durante todo el año, que buscan la suavidad de su clima. Entre otros viajeros célebres pasaron por la isla la emperatriz Sissi, el emperador Carlos I de Austria, fallecido en Funchal en 1922, los emperadores Maximiliano y Carlota en 1864, de paso en su viaje a México, o Winston Churchill. Su capital y ciudad más poblada es Funchal (103 961 habitantes), situada en la costa sur de la isla. La población de Madeira es de 250 769 habitantes.